# 赤旋螺
赤旋螺（学名：Pleuroploca filamentosa），是新腹足目細帶螺科Pleuroploca的一种。主要分布于马来西亚、中国大陆、印度尼西亚、台湾，常栖息在浅海。
學名已變更為：Filifusus filamentosus 